# Busseola fusca
Busseola fusca là một loài bướm đêm trong họ Noctuidae.